# Saint-Malo-de-Beignon
Saint-Malo-de-Beignon è un comune francese di 614 abitanti situato nel dipartimento del Morbihan nella regione della Bretagna.
Il territorio comunale è bagnato dalle acque del fiume Aff.

## Società

### Evoluzione demografica
Abitanti censiti